# Wartturm

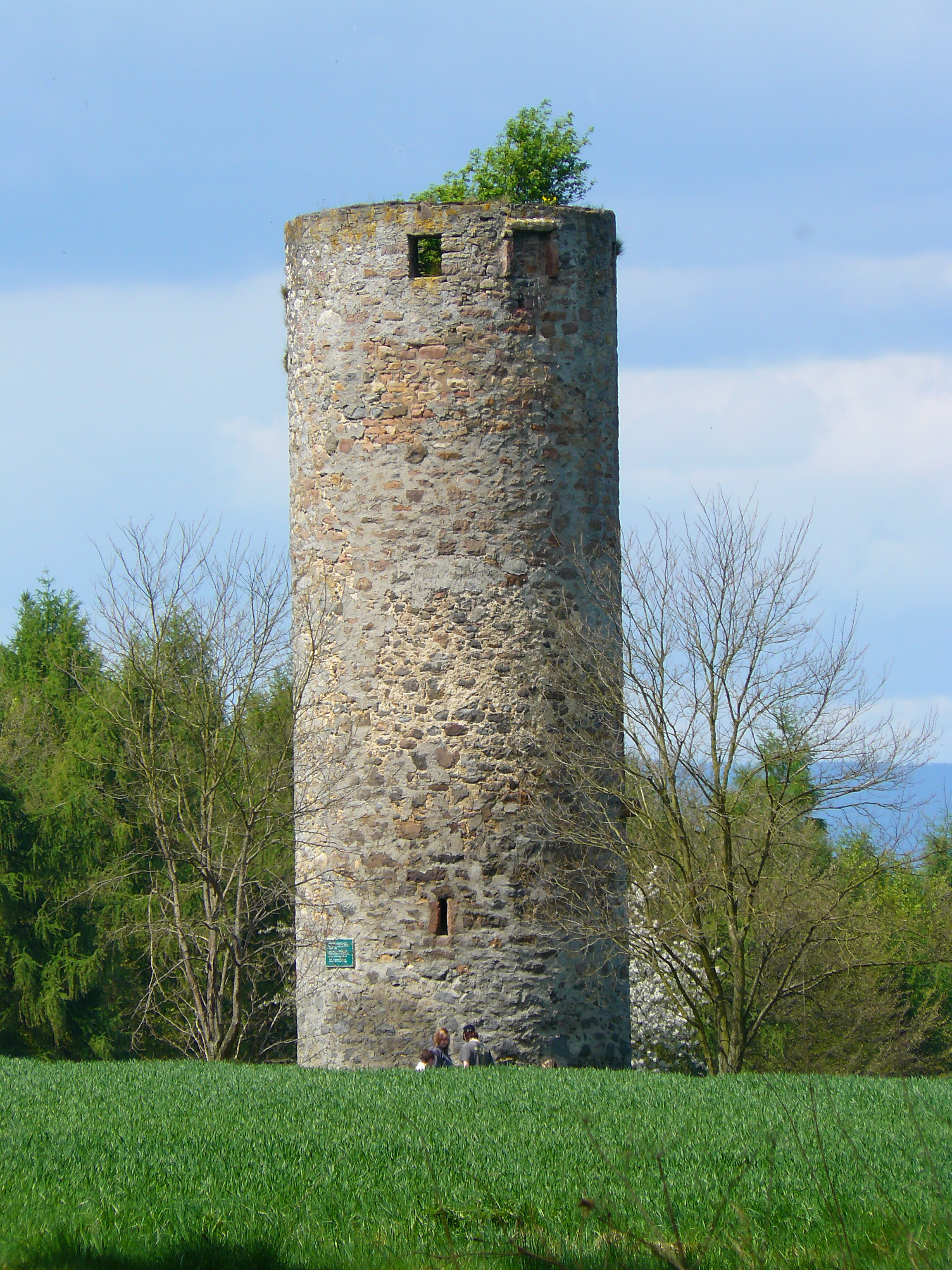
Spießturm bei Spieskappel

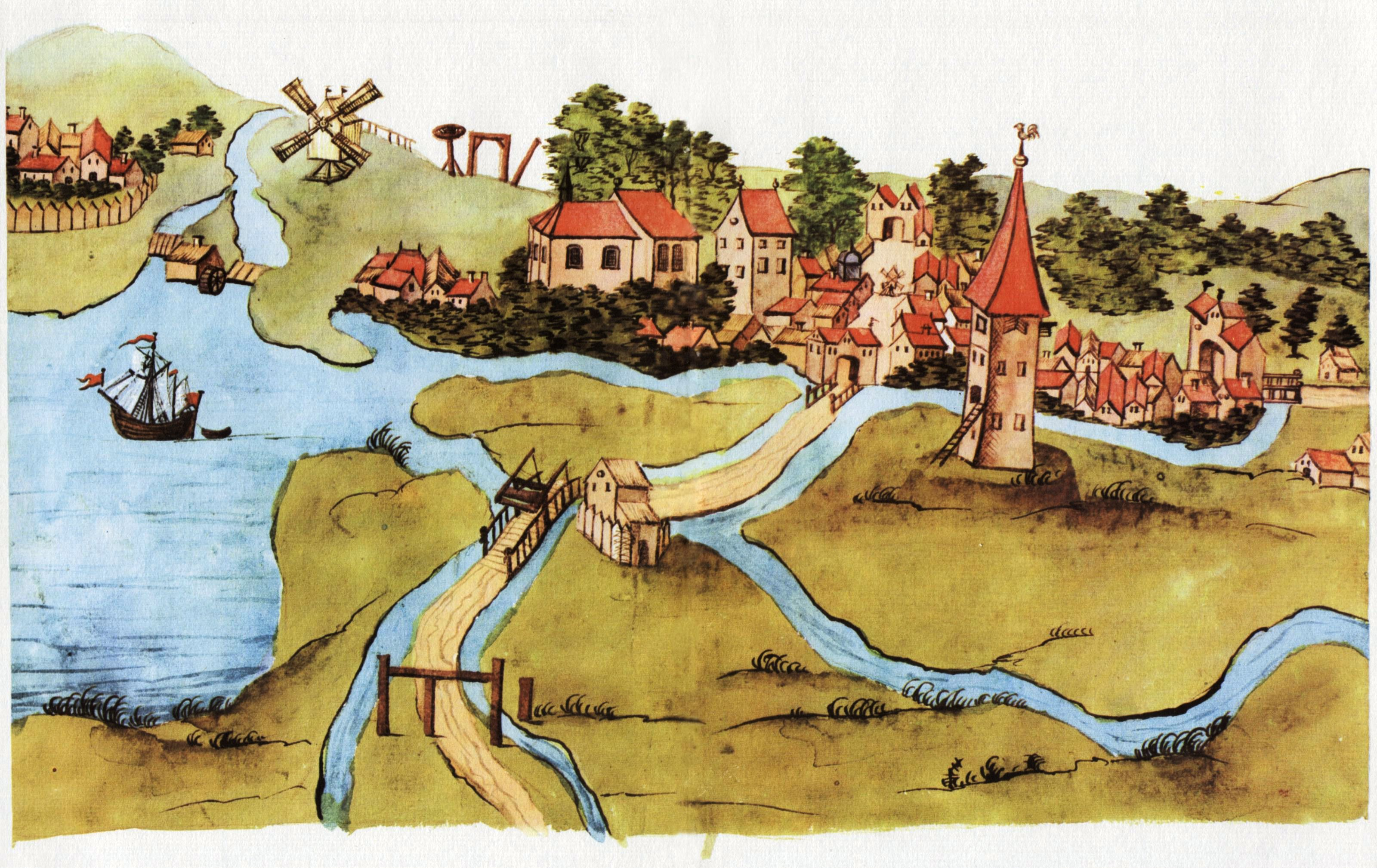
Stadt Damgarten mit Wartturm Jaromarsturm (auf einem Turmhügel) am Grenzpass; der Turm mit Hocheingang und angelegter Leiter (Stralsunder Bilderhandschrift, 1611–1615)

Als Wartturm, Warte, Warth, Wachtturm, Landwarte, Landturm oder Burgwarte wird ein meist einzeln stehender, oft von Wall und Graben umgebener Beobachtungsturm bezeichnet.

## Geschichte und Architektur
Warttürme waren in spätmittelalterlicher Zeit in Form einzeln stehender, von Wall und Graben umgebener (Rund-)Türme Bestandteile des vorgeschobenen Befestigungsrings bzw. Rechtsbezirks einer Stadt. Sie umgaben das Weichbild der Städte an Handelsstraßen als Zollstationen und oftmals in Sichtweite zueinander, so dass durch Fahnen- oder Lichtsignale Nachrichten übermittelt werden konnten. Seit dem späten 15. Jahrhundert wurden Warttürme häufig in Landwehren eingebunden, wie zum Beispiel der Lindener Turm in Hannover.
Die Bezeichnung stammt vom mittelhochdeutschen Wort warte für „spähendes Ausschauen“.
Manche Warttürme erfüllten eine burgartige Funktion, wofür unter anderem die Friedberger Warte in Frankfurt am Main oder die Hellenwarte bei Fritzlar als Beispiele stehen.
Der engere Zweck der Warttürme war zumeist die Warnung der Stadtbewohner vor von außen anrückenden feindlichen Truppen. Am Beispiel der Göttinger Landwehr konnte jedoch gezeigt werden, dass deren Warttürme als Frühwarnsystem ungeeignet waren, sondern eher eine Überwachungs- und Kontrollfunktion für das von den Landwehren umgebene Binnengelände hatten, um dort den Verkehr zu lenken, Schmuggel und Raub zu behindern sowie Feinde im Binnenland zu erspähen.
Einen Sonderfall stellt die Geleitwarte dar, welche nicht vorrangig eine Warnfunktion für die städtische Verteidigung erfüllte, sondern, bevorzugt an Handelswegen (Altstraßen) errichtet, den Schutz reisender Händler bis zum Rande eines Herrschaftsgebietes sicherstellen sollte und bisweilen als Geleitwechselstation diente. Ein solches Beispiel ist die seit dem Jahr 1340 nachweisbare Berger Warte, ein Wartturm nordöstlich der Stadt Frankfurt am Main außerhalb der damaligen Landwehr der Stadt.
Warttürme waren in der Regel fest gemauerte, hohe Rundtürme, manchmal mit Fachwerk-Aufbau. Die Eingangstür eines Wartturms befand sich üblicherweise in mehreren Metern Höhe und war in diesem Fall nur über eine Leiter zugänglich, die der Turmwächter bei Gefahr einzog. Viele erhaltene Warttürme wurden zu touristischen Aussichtstürmen umgenutzt.
Der das Orts- und Landschaftsbild prägende Charakter der Warttürme hat dazu geführt, dass einige Gemeinden sie im 20. Jahrhundert als Wahrzeichen ins Ortswappen aufnahmen, so zum Beispiel bei der Warte von Wehnde im Landkreis Eichsfeld.

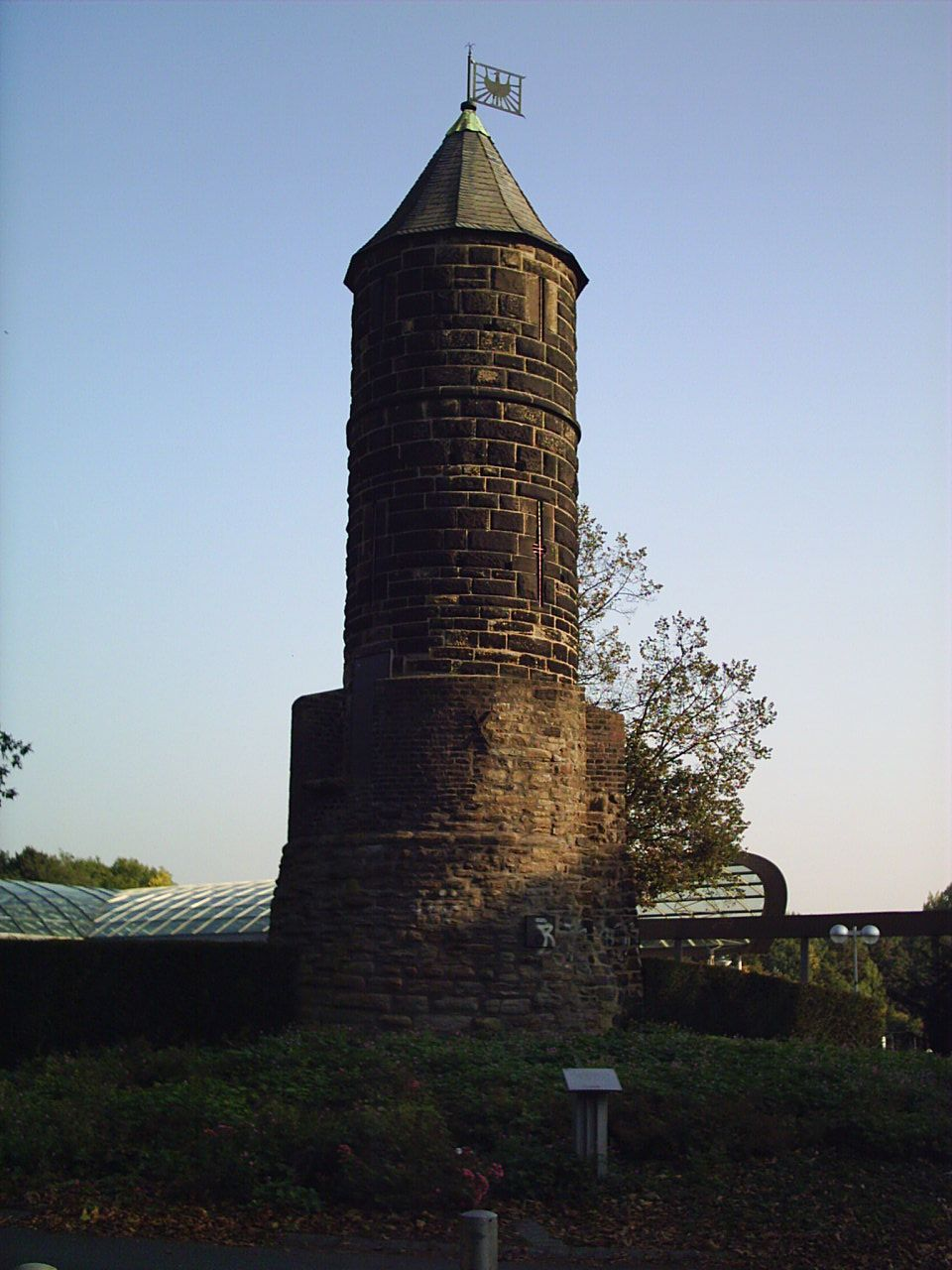
Steinerner Turm in Dortmund
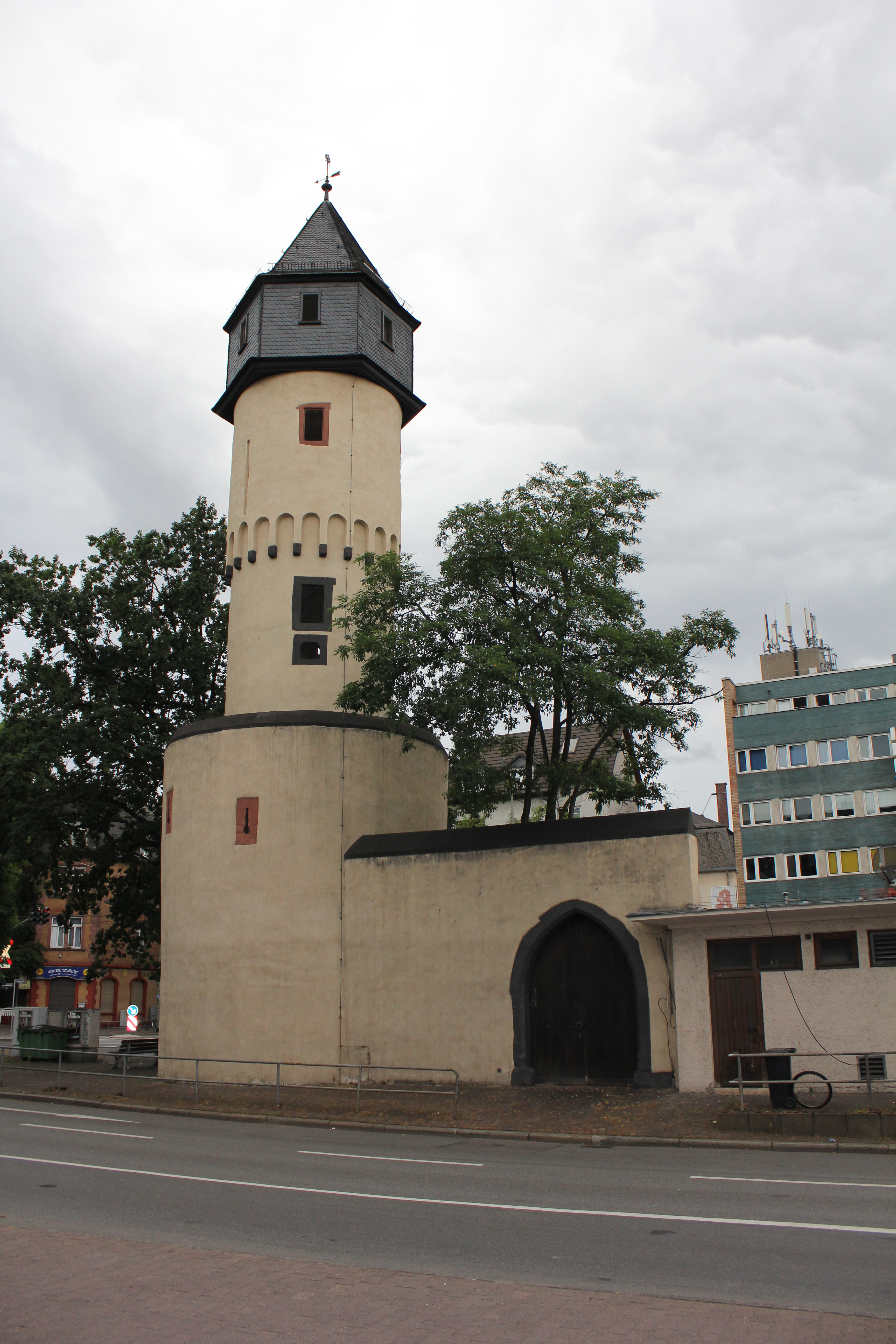
Galluswarte in Frankfurt am Main
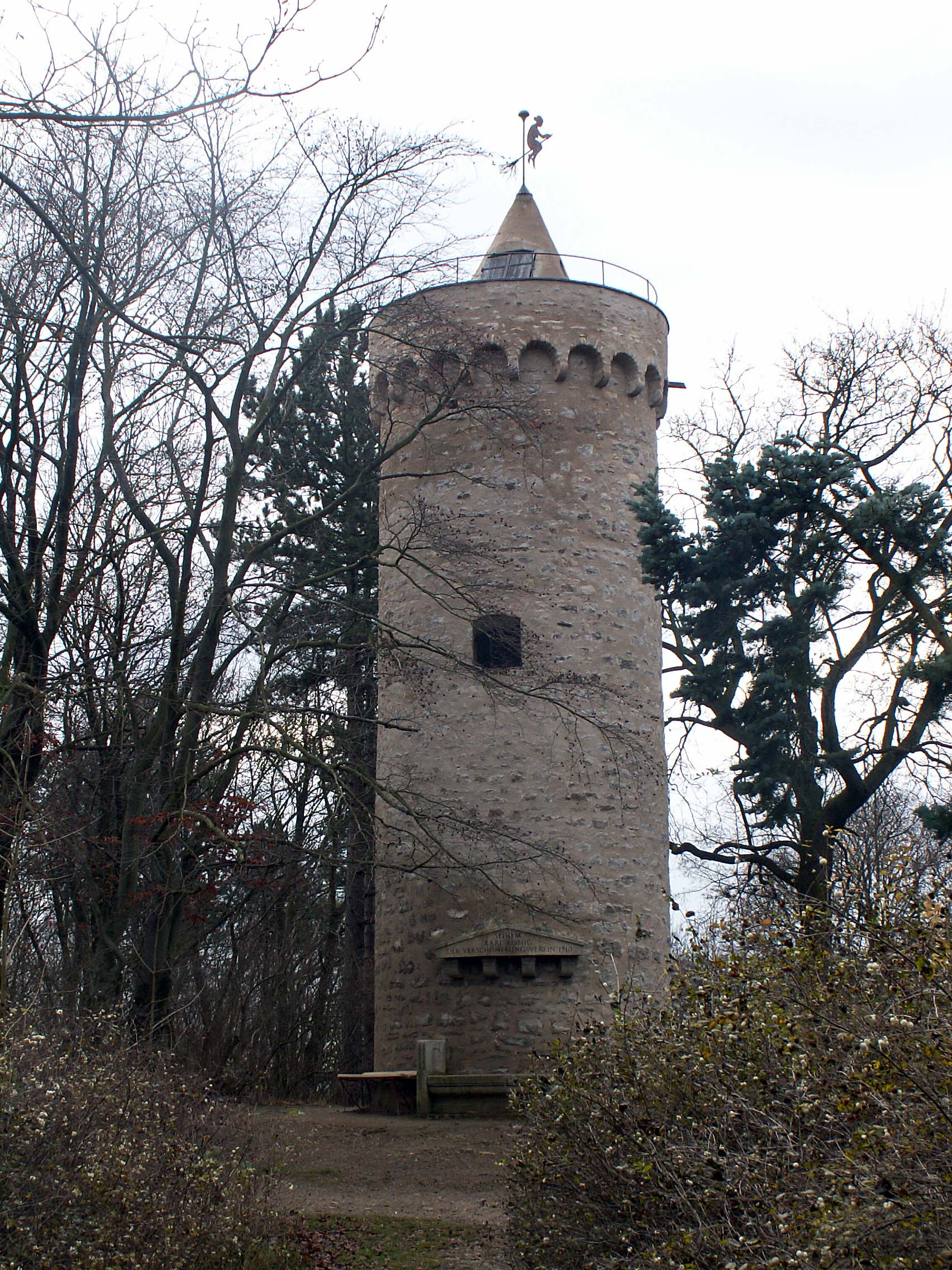
Westdorfer Warte mit Hexe bei Aschersleben
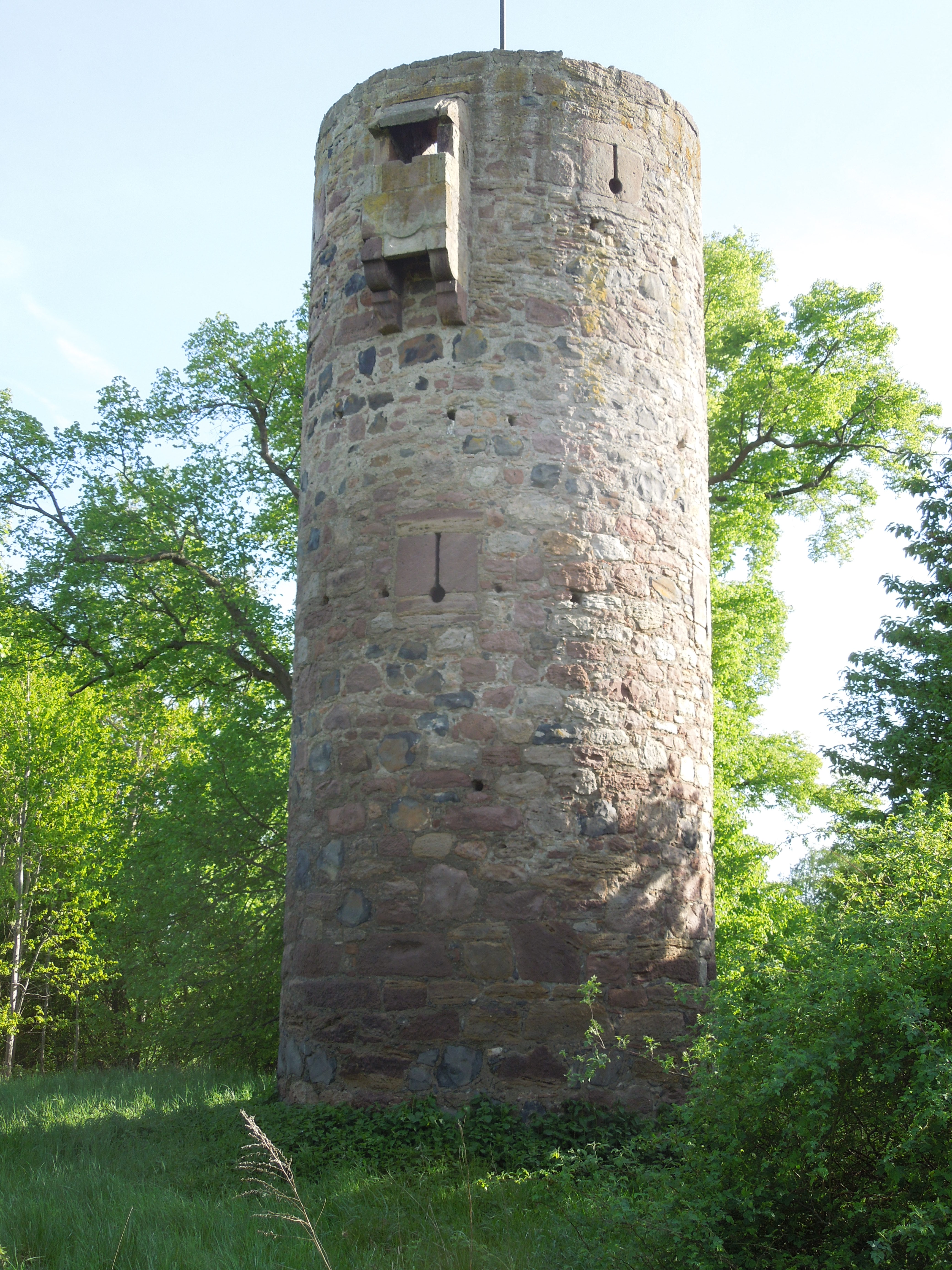
Kasseler Warte bei Fritzlar
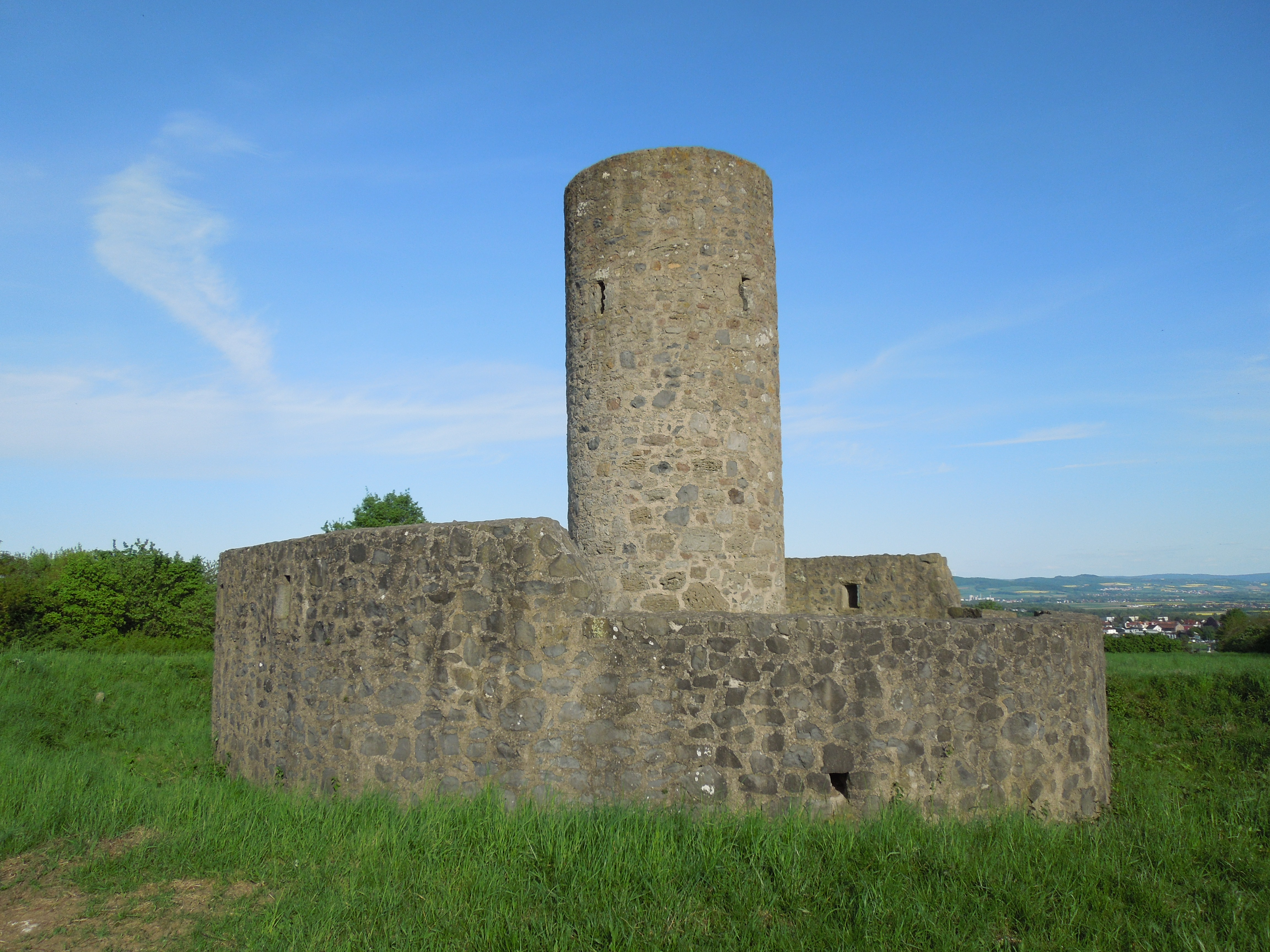
Hellenwarte bei Fritzlar
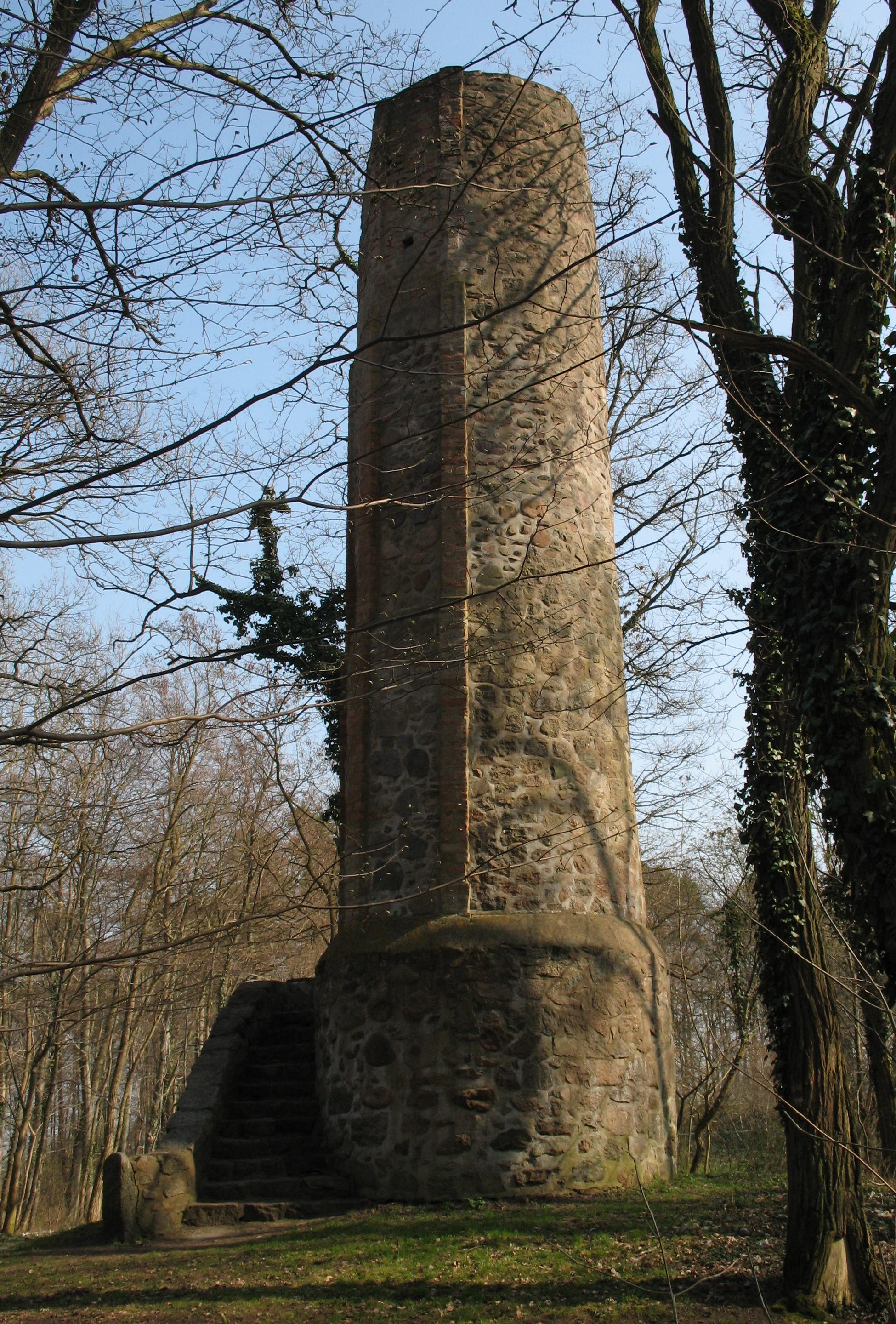
Warturm im Stadtwald von Gransee
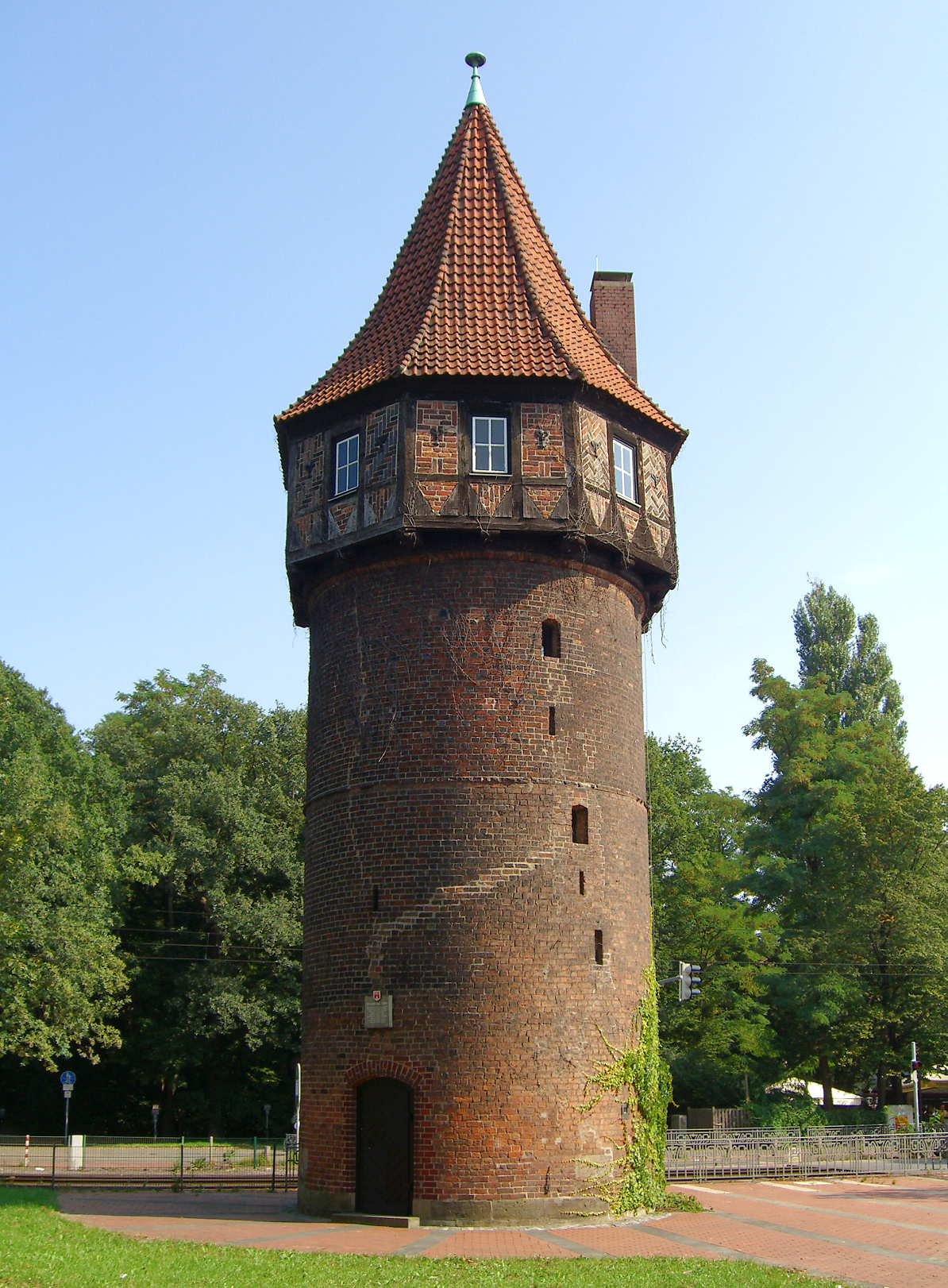
Döhrener Turm in Hannover
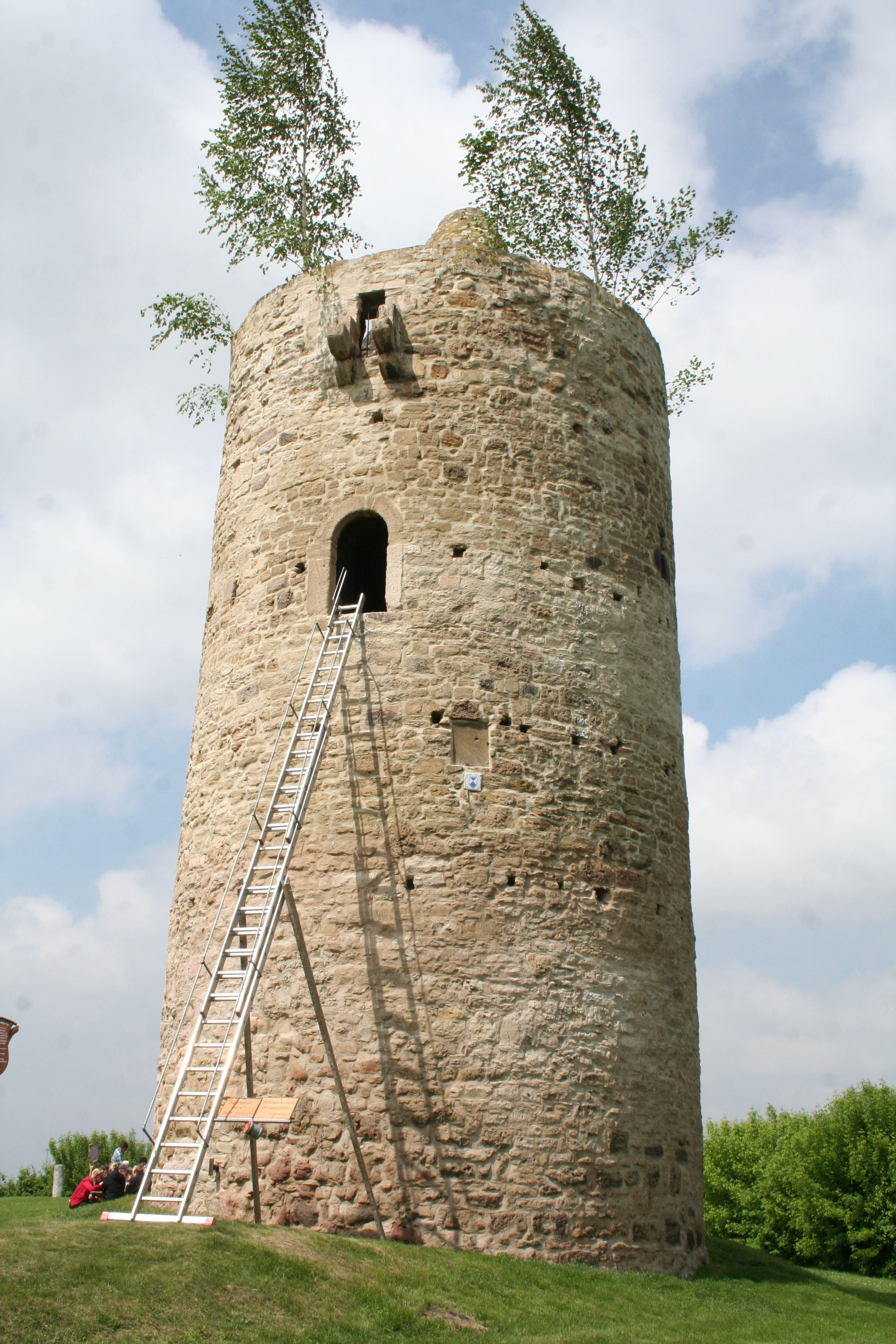
Eichstädter Warte mit Hocheingang und Erkerresten, Langeneichstädt
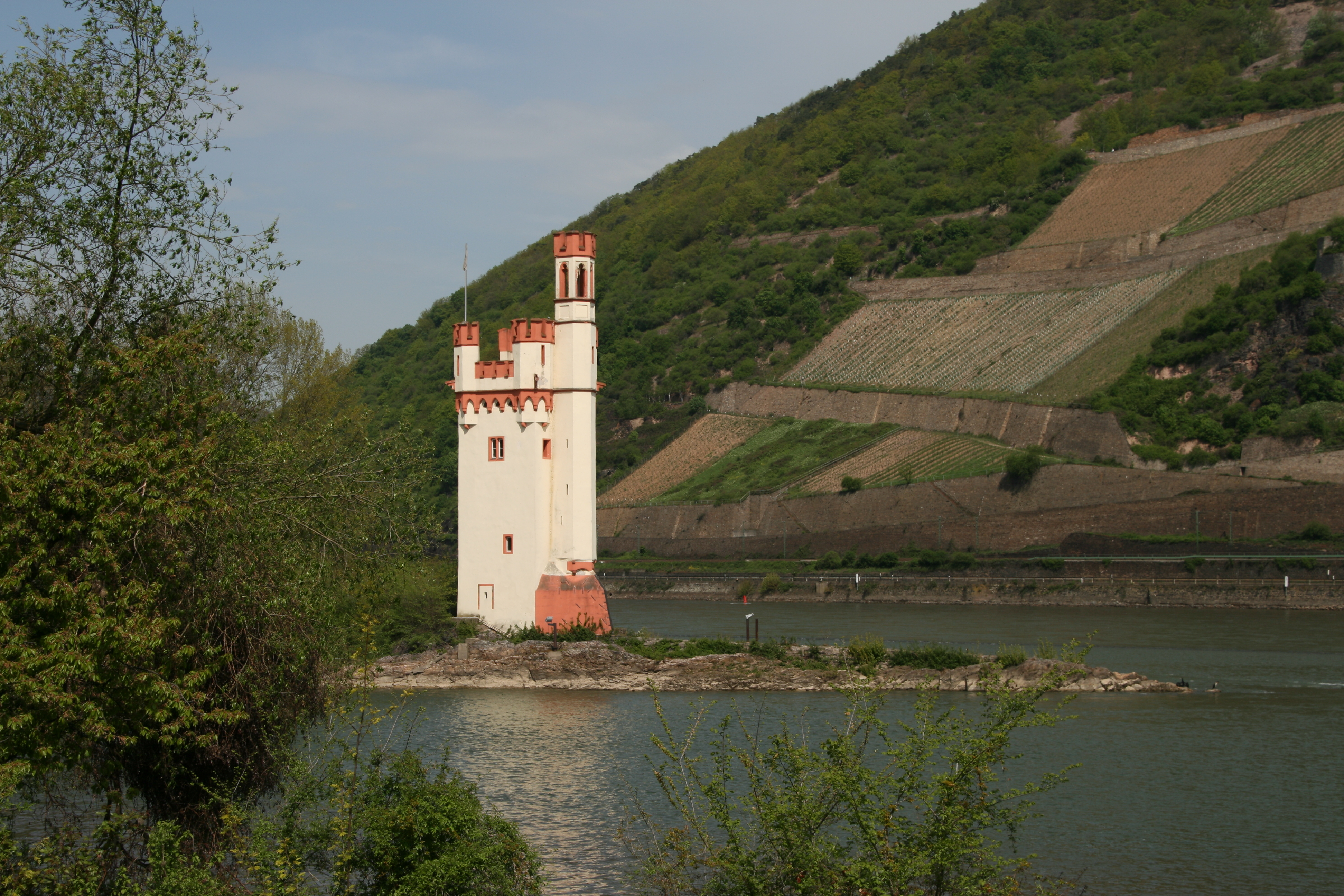
Mäuseturm von Bingen, Wart- und Zollturm auf Rheininsel, Bingerbrück
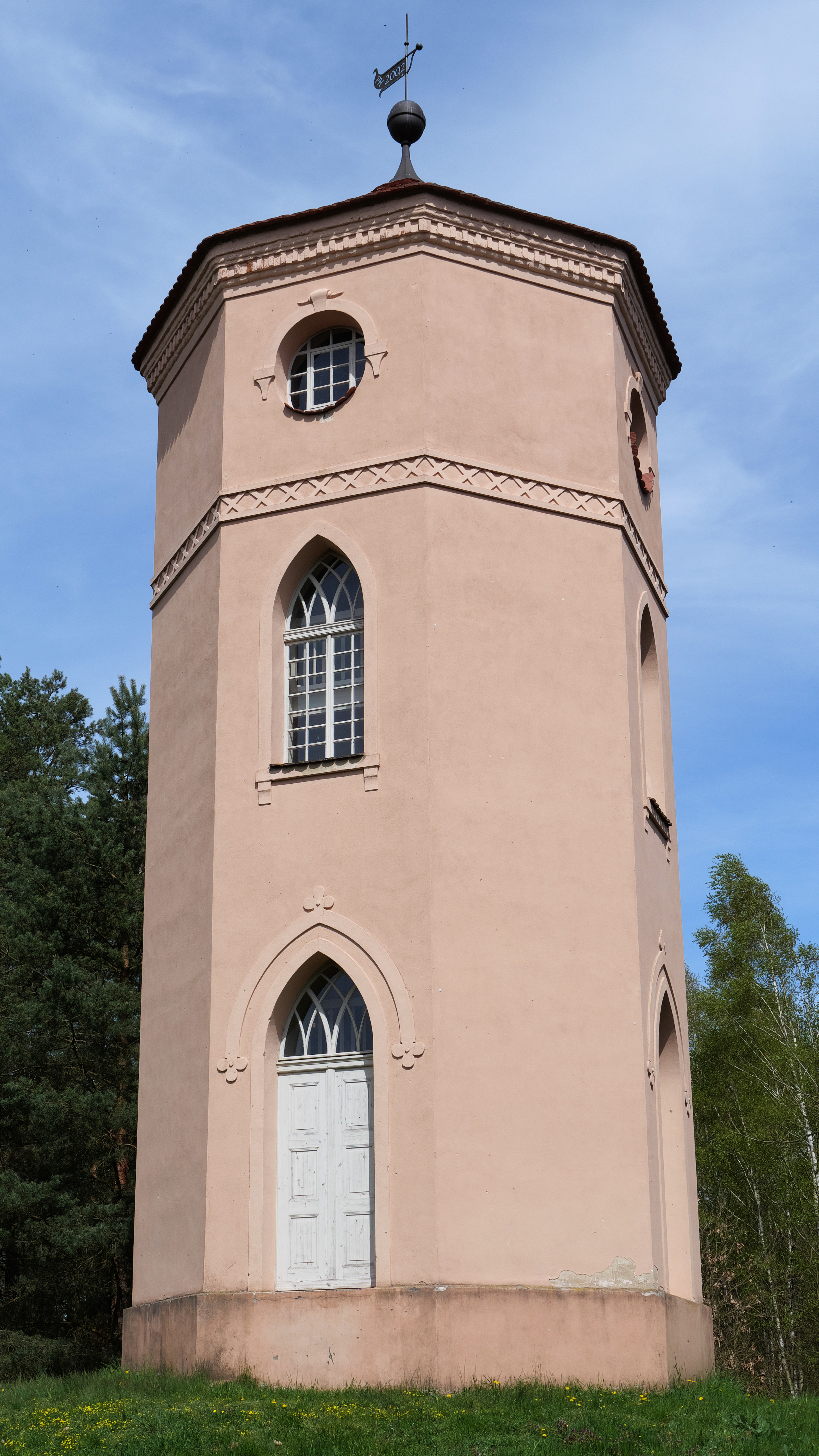
Wartturm bei Rheinsberg
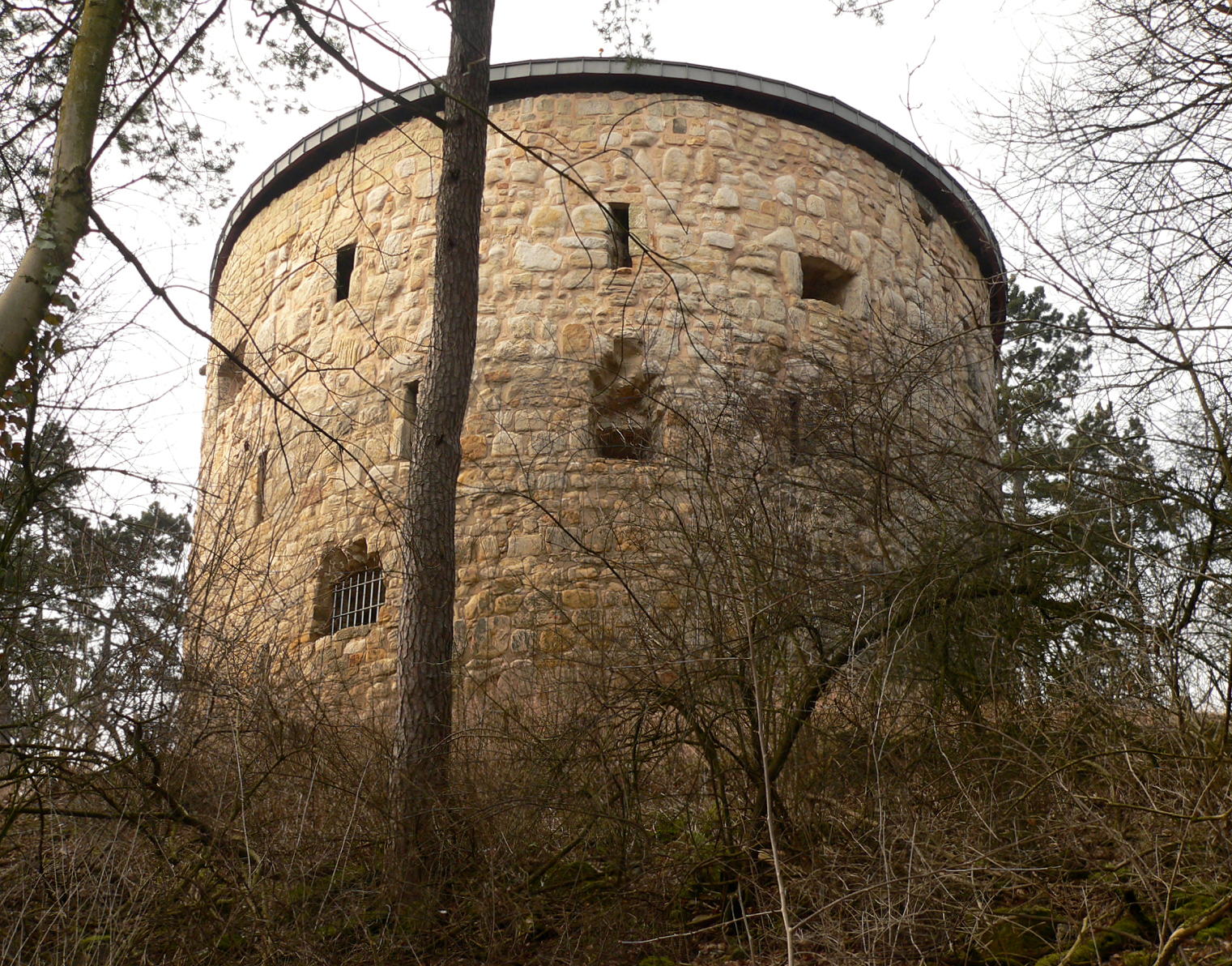
Liebenburg, ein außerhalb der Burganlage errichteter Hausmannsturm
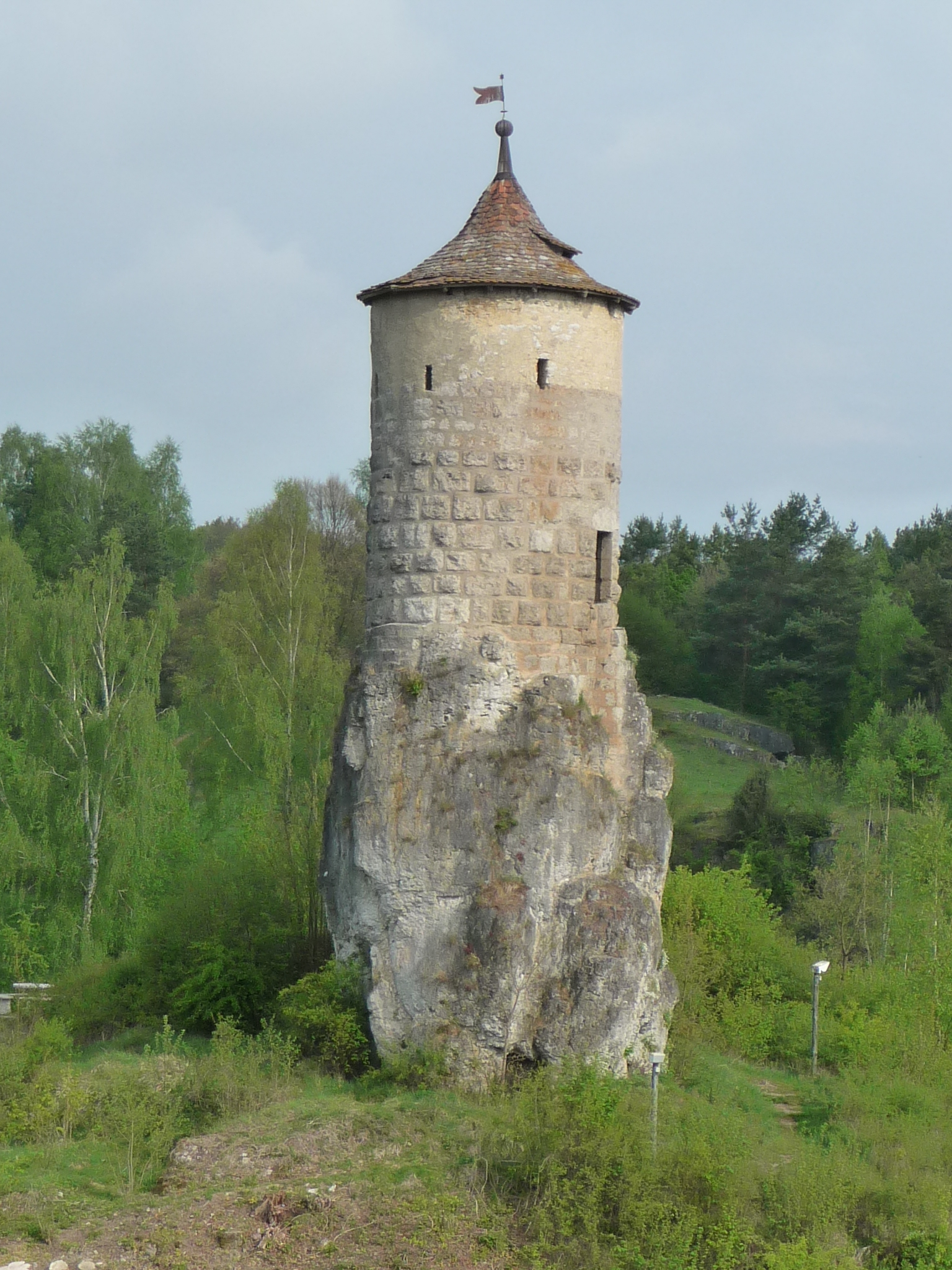
Bergfriedartiger romanischer Wartturm Steinerner Beutel der Burgruine Waischenfeld
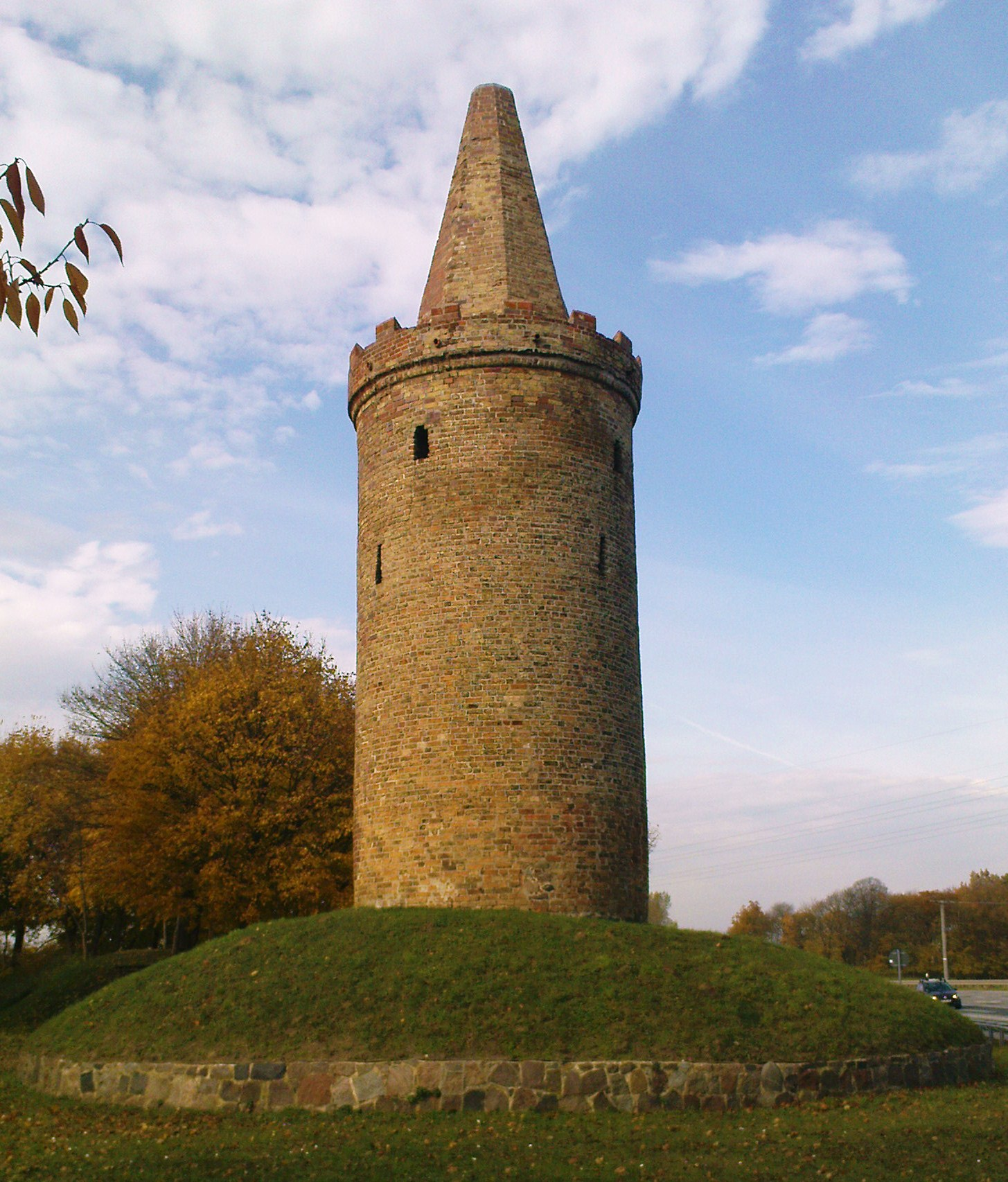
Hoher Stein, Wartturm der Anklamer Landwehr
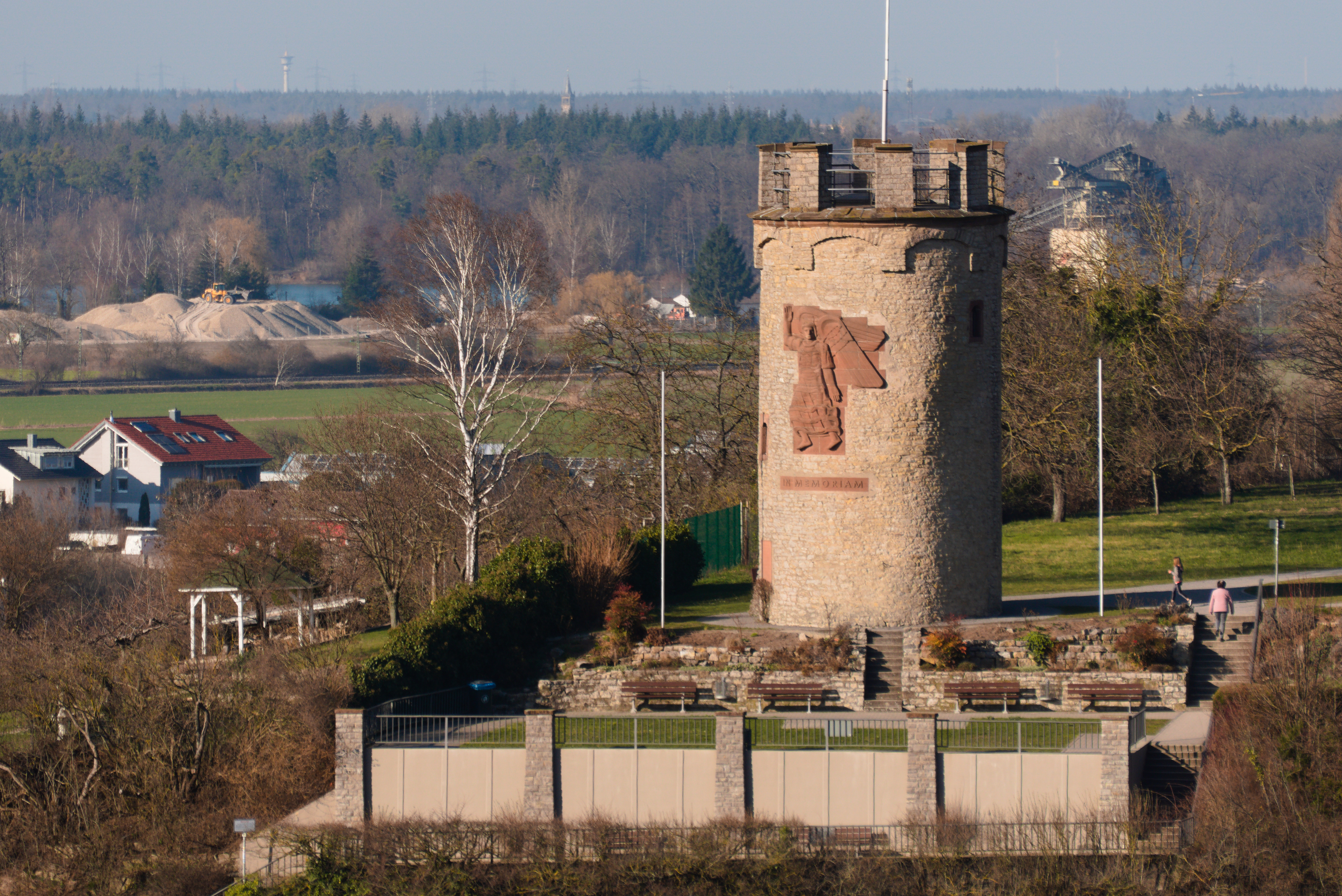
Wartturm in Weingarten
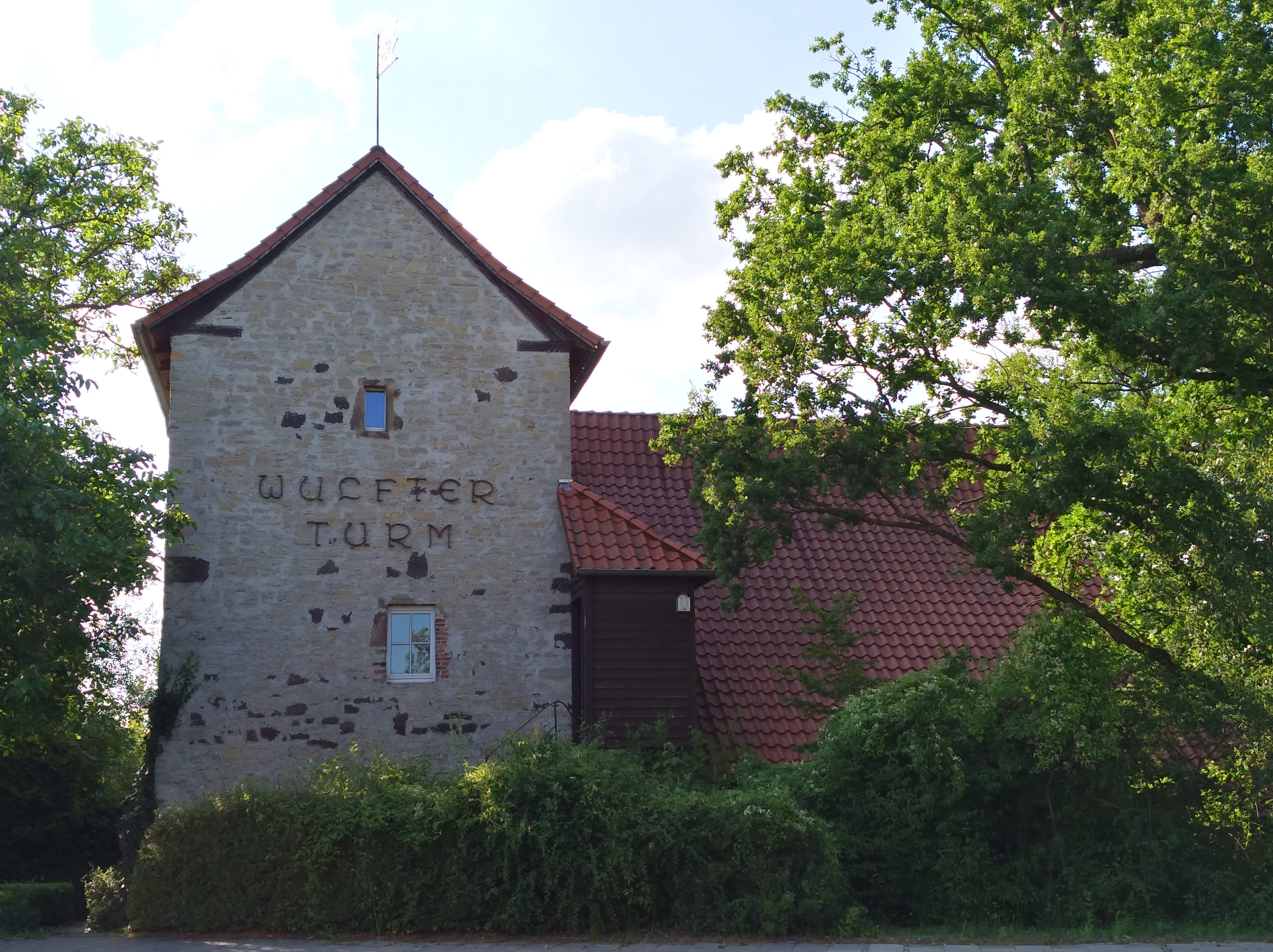
Wulfter Turm in Sutthausen, Wartturm der Osnabrücker Landwehr
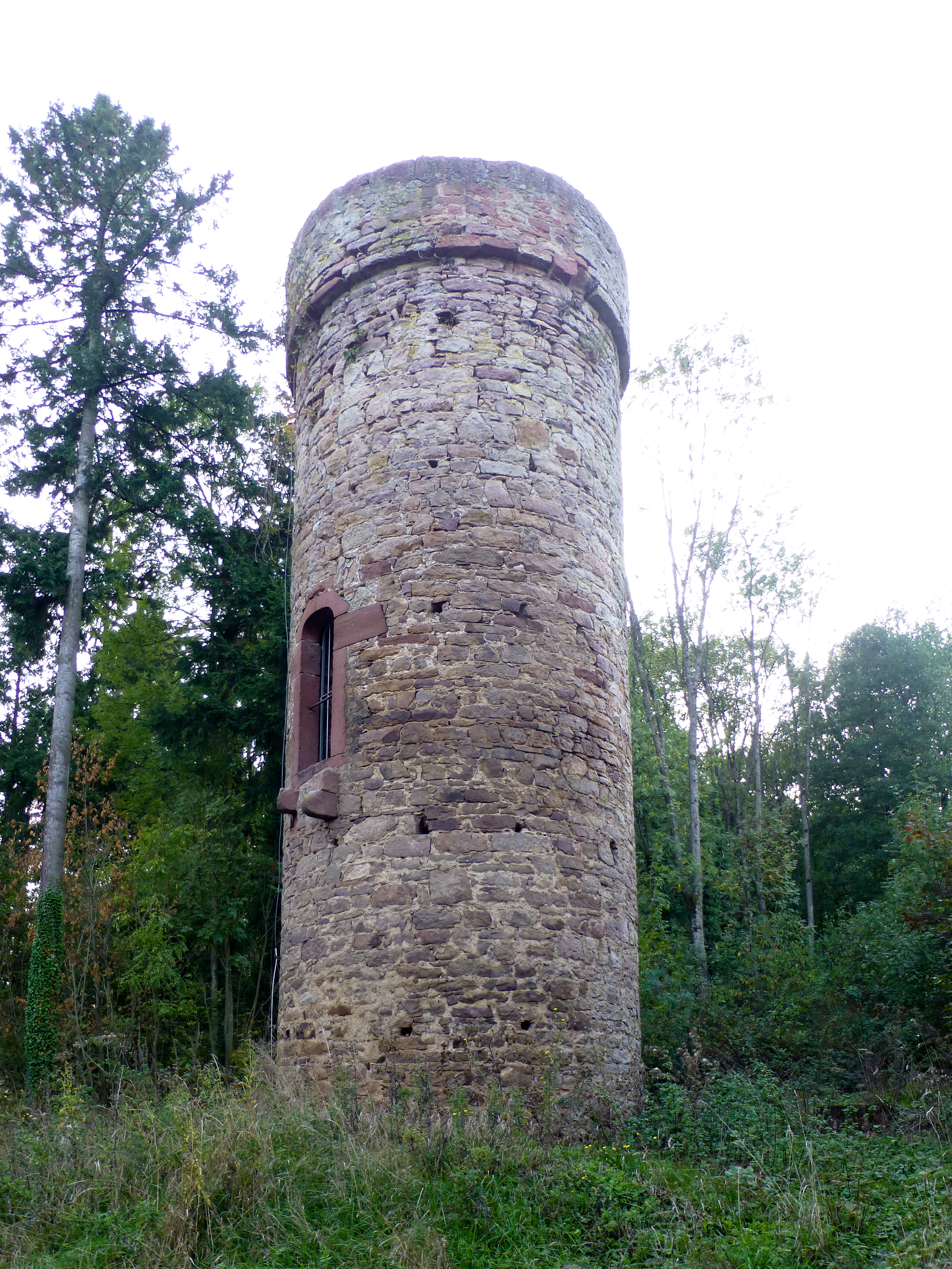
Mäuseturm bei Wertheim
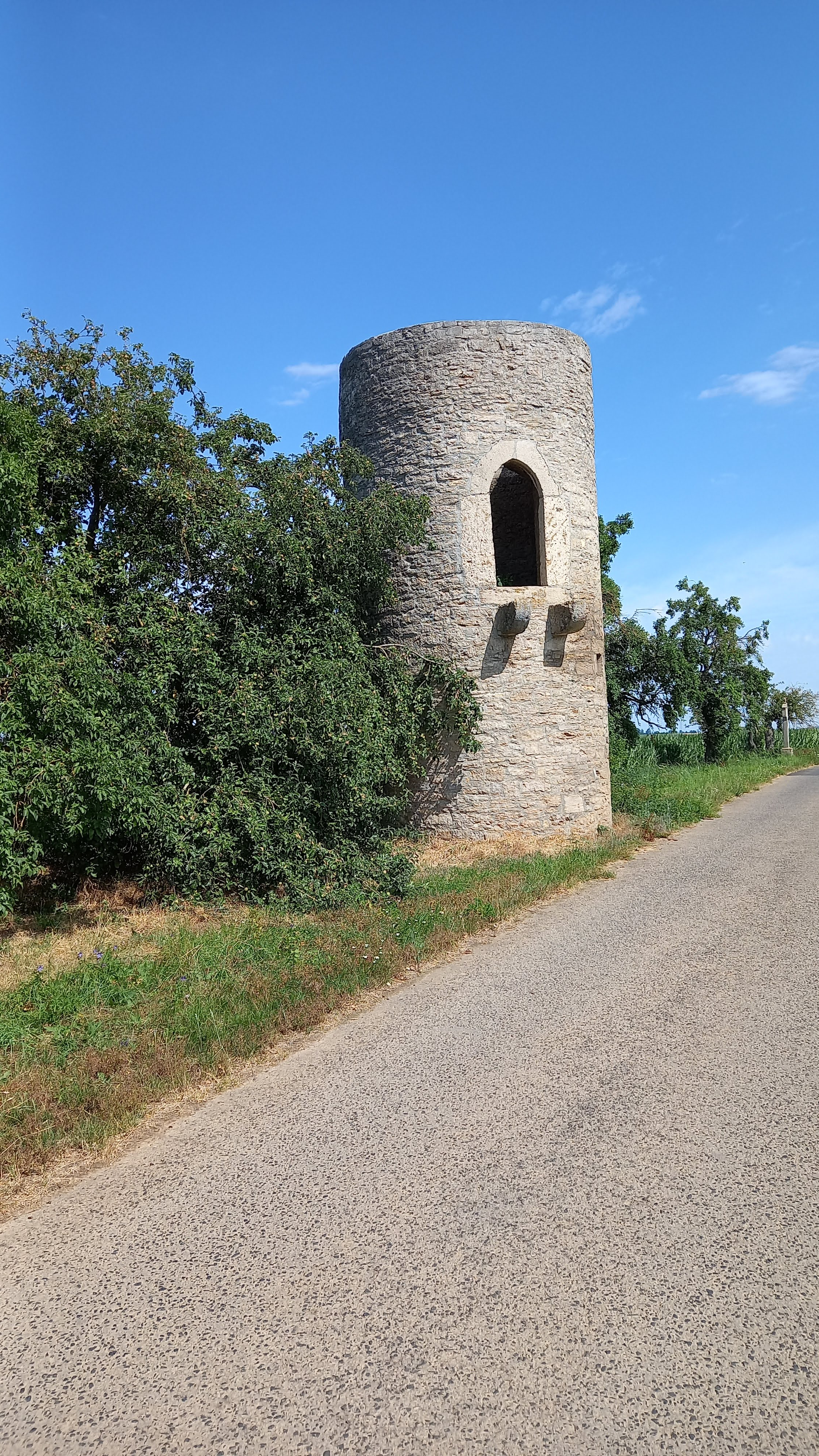
Baldersheimer Wartturm, 15. Jahrh.
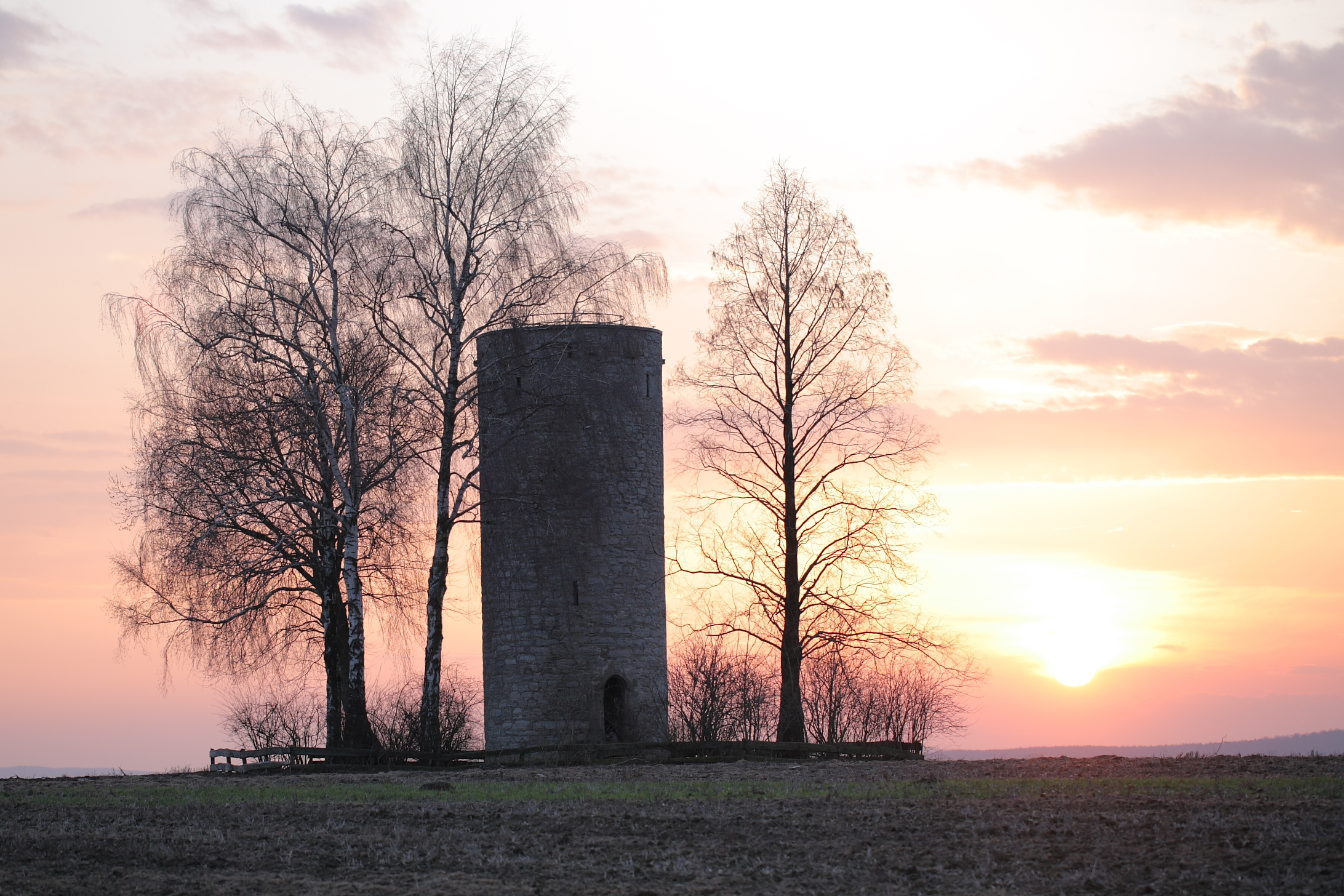
Modexer Turm bei Brakel in Ostwestfalen-Lippe

## Beispiele

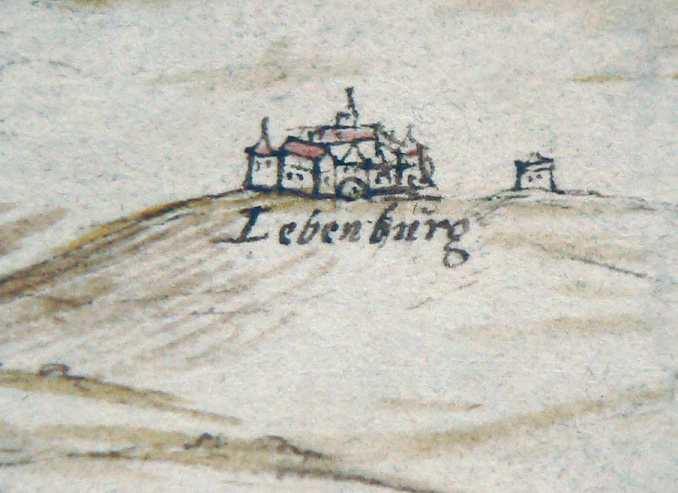
Zur Liebenburg zugehörige Warte Hausmannsturm (rechts) um 1520

- Altenstädter Warte bei Naumburg, Hessen
- Berger Warte, Frankfurt-Seckbach
- Bienstädter Warte
- Binger Mäuseturm, Bingerbrück, Rheinland-Pfalz
- Burgwarte
- Eichstädter Warte, Langeneichstädt, Sachsen-Anhalt
- Erbenheimer Warte, Wiesbaden-Erbenheim
- Heiketalwarte bei Zilly
- Heinturm bei Warburg
- Hellenwarte bei Fritzlar
- Jagdhaus Breitenbrunn, ehemaliger Wartturm, Sachsen
- Liebenburg, außerhalb der Burganlage ca. 1290–1302 errichteter Wartturm Hausmannsturm, Liebenburg, Niedersachsen
- Lindener Turm in Hannover
- Magdeburger Warte in Helmstedt
- Modexer Turm bei Brakel
- Paßklausenturm, Tannenberg, ob eine abgegangene Burganlage dazu bestand ist umstritten, Sachsen
- quadratischer bergfriedartiger Wartturm von 1485, integriert in Schloss Schönberg, Schönberg am Kapellenberg, Sachsen
- Rieswarte bei Göttingen-Nikolausberg
- Runder Turm in Andernach
- Soestwarte bei Beckum
- Stumpfer Turm in Bad Salzuflen
- Sulbergwarte bei Duderstadt
- 1. und 2. Walbecker Warte bei Helmstedt (Warttürme der Helmstedter Landwehr)
- Wartbergturm
- Wartturm der Bachgauer Landwehr bei Schaafheim
- Wartturm in Buchen
- Warttum („Löwenturm“) in Leinach auf dem Eschberg
- Wartturm in Hof, Teil eines Systems von Warttürmen des Markgraftums Brandenburg-Kulmbach
- Wartturm in Lübbecke
- Wartturm, Wach- und Vorratsturm in Saalbach-Hinterglemm
- Wartturm von Bad Orb, ein Teil der Stadtbefestigung
- Wartturm in Weingarten
- Warttürme um Fulda, sieben erhaltene Türme und vermutlich zwei abgegangene
- Westdorfer Warte bei Aschersleben
- Wittelsberger Warte in Wittelsberg nahe Marburg
- Anklamer Landwehr mit Warte Hoher Stein, Anklam, Mecklenburg-Vorpommern
- Bergfriedartiger Wartturm der Ruine der Turmburg Neudek, Nejdek, Tschechien
- Dortmunder Wartensystem mit erhaltenem Steinernem Turm
- Frankfurter Landwehr mit vier erhaltenen Türmen: Friedberger Warte, Sachsenhäuser Warte, Galluswarte, Bockenheimer Warte, bei Frankfurt am Main
- Güstrower Landwehr mit ehemals mehreren Warttürmen, die als Burgen bezeichnet wurden
- Hannoversche Landwehr, Pferdeturm, Döhrener Turm und Lister Turm erhalten, Hannover, Niedersachsen
- Parchimer Landwehr mit Fangelturm, Rom, Mecklenburg-Vorpommern
- Quedlinburger Wartensystem, Quedlinburg, Sachsen-Anhalt
- Speyerer Landwehr mit erhaltener Wormser Warte, in Speyer
- Wartturm in Weinböhla
- Wartthurm (1835), Kulturdenkmal in Niesky